# Гослинг, Дэн
Дэ́ниел Чарльз Джеймс Грин Го́слинг (англ. Daniel Charles James Green Gosling; 2 февраля 1990, Бриксхэм) — английский футболист, выступавший на позиции центрального полузащитника.

## Клубная карьера

### «Эвертон»
31 марта во время матча 32-го тура английской Премьер-лиги против «Вулверхэмптона» в столкновении с голкипером «волков» Маркусом Ханеманном Гослинг получил травму. Как позже стало известно, полузащитник «Эвертона» выбыл из строя на девять месяцев с серьёзной травмой крестообразных связок колена. В июле 2010 года Дэн Гослинг стал де-факто и де-юре свободным агентом. Причина в том, что руководство клуба с «Гудисон Парк» не сделало ему предложение о подписании нового контракта, как того требуют правила.

### «Ньюкасл Юнайтед»
В июле 2010 года Гослинг подписал четырёхлетний контракт с «Ньюкасл Юнайтед» 18 ноября он приступил к лёгким тренировкам резервной команды под руководством Питера Бирдсли. В составе первой команды Гослинг дебютировал 16 января 2011 года, выйдя на замену в выездном матче против «Сандерленда».
Первую жёлтую и красную карточки Гослинг получил в матче против «Норвича», сыграв 66 минут. Матч окончился со счетом 4:2 в пользу «Норвича».

### «Блэкпул»
Сезон 2013/2014 Гослинг провел в аренде в «Блэкпуле». 5 октября он дебютировал за новый клуб в матче против «Чарльтона», отыграв 17 минут. Матч закончился нулевой ничьей. Всего за «Блэкпул» он сыграл 14 матчей и забил 2 гола.

### «Борнмут»
16 мая 2014 года Дэн Гослинг на правах свободного агента перешёл в «Борнмут», подписав 4-летний контракт. Дебютировал в матче против «Хаддерсфилда», отыграв 9 минут. Матч окончился 0:4 в пользу «Борнмута». Первый гол забил в матче против «Эксетера», установив окончательный счет 2:0. Первую жёлтую карточку Гослинг получил в матче против «Фулхэма». Матч закончился со счетом 2:0 в пользу «Борнмута». Всего за сезон Гослинг сыграл 24 матча, забил 5 голов и отдал 2 голевые передачи.

## Достижения

### Командные
«Эвертон»
- Финалист Кубка Англии: 2008/2009